# Cot Cut
Cot Cut är en kulle i Indonesien.   Den ligger i provinsen Aceh, i den västra delen av landet, 1 700 km nordväst om huvudstaden Jakarta. Toppen på Cot Cut är 50 meter över havet.
Terrängen runt Cot Cut är platt norrut, men söderut är den kuperad.  Trakten runt Cot Cut är nära nog obefolkad, med mindre än två invånare per kvadratkilometer. Närmaste större samhälle är Reuleuet, 16,4 km öster om Cot Cut. I omgivningarna runt Cot Cut växer i huvudsak städsegrön lövskog.